# Порядино (Московская область)

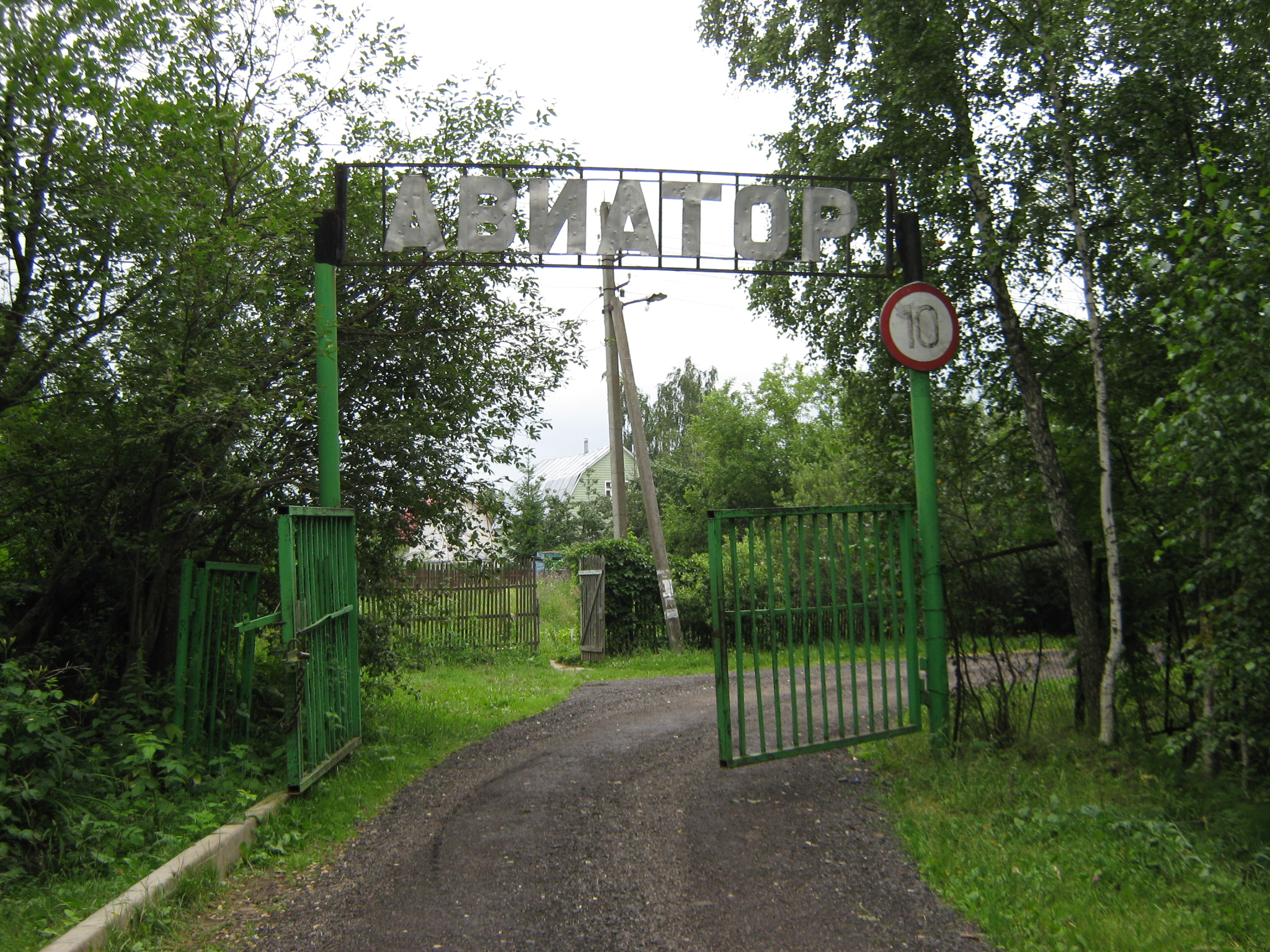
СНТ «Авиатор» в Порядино

Порядино — деревня в Наро-Фоминском районе Московской области, входит в состав сельского поселения Волчёнковское. На 2010 год, по данным Всероссийской переписи 2010 года, постоянного населения не зафиксировано, в деревне числятся 2 улицы, гск и 74 садоводческих товарищества. До 2006 года Порядино входило в состав Назарьевского сельского округа.
Деревня расположена в юго-западной части района, на реке Боринке (левый приток Протвы), примерно в 20 км к востоку от города Вереи, у границы с Калужской областью, высота центра над уровнем моря 197 м. Ближайший населённый пункт — Митенино в 3,5 км на запад.

## Население
| 2002 | 2006 | 2010 |
| ---- | ---- | ---- |
| 3    | ↘1   | ↘0   |